# Liste der Monuments historiques in Oô
Die Liste der Monuments historiques in Oô führt die Monuments historiques in der französischen Gemeinde Oô auf.

## Liste der Bauwerke
| Bezeichnung | Beschreibung                  | Standort | Kennzeichnung | Schutzstatus | Datum | Bild           |
| ----------- | ----------------------------- | -------- | ------------- | ------------ | ----- | -------------- |
| Signalturm  | Erbaut im 10./11. Jahrhundert | (Lage)   | PA00094411    | Inscrit      | 1950  | weitere Bilder |